# Zariá (Gulkévichi, Krasnodar)
Zariá (del ruso: Заря) es un posiólok del raión de Gulkévichi del krai de Krasnodar, en el sur de Rusia. Está situado a orillas del Samoilova Balka, afluente por la izquierda del río Kubán, 11 km al este de Gulkévichi y 148 km al este de Krasnodar, la capital del krai. Tenía 508 habitantes en 2010
Pertenece al municipio Ventsy-Zariá.